# Chelydridae
Famille
Les Chelydridae sont une famille de tortues cryptodires. 

## Répartition
Ces tortues se rencontrent en Amérique, en Asie de l'Est et du Sud-Est.

## Liste des genres
Selon TFTSG (24 janv. 2011) :
- genre Chelydra Schweigger, 1812
- genre Macrochelys Gray, 1856

et les genres fossiles :
- genre †Acherontemys Hay, 1899
- genre †Chelydrops Peters, 1868
- genre †Chelydropsis Peters, 1858
- genre †Emarginachelys Whetstone, 1978
- genre †Macrocephalochelys Piboplichko & Taraschchuk, 1960
- genre †Planiplastron Ckhikvadze, 1971
- genre †Protochelydra Erickson, 1973

## Publication originale
- Gray, 1831 : Synopsis Reptilium or short descriptions of the species of reptiles. Part I: Cataphracta, tortoises, crocodiles, and enaliosaurians. Treuttel, Wurz & Co., London, p. 1-85 (texte intégral).